# Pantropisch
Als pantropisch (gr. pan- „all-“, „gesamt-“) bezeichnet man Verwandtschaftsgruppen (Taxa) von Lebewesen, deren Verbreitungsgebiet die tropischen und subtropischen Zonen aller Kontinente umfasst. 
In der Geobotanik werden damit allerdings nur die Florenreiche Paläo- und Neotropis zusammengefasst; das dritte tropische Florenreich, die Australis, wird im strengen Sinne nicht dazugerechnet. Viele Familien tropischer Bedecktsamer sind pantropisch (bekannte Beispiele sind die Lorbeer-, Pfeffer-, Maulbeer-, Mimosen-, Myrten-, Ebenholz-, Akanthus-, Aralien- und Aronstabgewächse sowie die Palmen). Wenn Familien rein paläo- oder rein neotropisch sind, ist dies ein Hinweis darauf, dass sie wahrscheinlich erst nach der Trennung von Afrika und Südamerika, also frühestens in der Oberkreide entstanden sind. Pantropische Pflanzengattungen sind im Vergleich zu den Familien relativ selten; dazu gehören etwa die Begonien und die Passionsblumen sowie aus der Gruppe der Nacktsamer die Gattung Gnetum.